# 櫛笥通
櫛笥通（くしげどおり）は、京都市の南北の通りの一つ。北は松原通から、南は十条通まで至る。途中、木津屋橋通－九条通の間が梅小路公園、東海道本線、東寺などによって中断する。
平安京の櫛笥小路に相当する通りである。全長約1.8キロ。

## 概要
通りの名は、平安時代この地に「櫛笥大納言」という人物が住んでいたことに由来する。開通当時は一条通－九条通間を走っていたが、平安京の大内裏や神泉苑の建設、平清盛の邸宅である西八条殿、後には豊臣秀吉による聚楽第の造営によって相次いで分断された。聚楽第の廃城後、江戸時代に二条城の周辺地域の整備が行われると、かつての通りに相当するように、城より北にあたる区間に日暮通が、南の区間に神泉苑通が開通する。櫛笥通はそれよりさらに南の区間のみの通りとなるが、明治以降も東海道本線梅小路貨物駅（現在の梅小路公園）などでさらに分断され、道幅の狭さもあって現在はあまり目立たない通りとなっている。
通りは松原通－五条通間が南行き、五条通－七条通間が北行き、中断区間を越えて九条通－十条通間が南行きの一方通行となっている。沿道は住宅や商店が密集しているほか、通りの北端の中堂寺西寺町界隈には寺院が多く立地する。

## 沿道の主な施設
- 西照寺　松原通下ル
- 善徳寺　同上
- 末慶寺　同上
- 勝光寺　同上
- 専求寺・松原幼稚園　万寿寺通北西角
- 龍谷大学付属平安中学校・高等学校（正門は反対側）　正面通下ル
- 東寺（教王護国寺）南大門　九条通
- 京都市南青少年活動センター　札辻通北東角
- NTT西日本京都病院　札辻通北西角

## 交差する道路
- 松原通
- 万寿寺通
- 五条通（国道9号）
- 花屋町通
- 正面通
- 七条通（京都府道113号梅津東山七条線）
- 木津屋橋通
- 九条通（国道1号）
- 札辻通
- 十条通（京都市道181号京都環状線）